# پناهگاه حیات وحش میانکاله
پناهگاه حیات وحش میانکاله یک پناهگاه حیات وحش با مساحت ۶۶۲۰۴ هکتار است که در استان مازندران در ایران قرار دارد. این پناهگاه حیات وحش طبق مصوبهٔ شمارهٔ ۵۷۵ در تاریخ ۱۳۵۴/۵/۲۱ در فهرست مناطق تحت حفاظت سازمان محیط زیست ایران قرار گرفت.
این پناهگاه حیات وحش در سال ۱۳۴۸ به عنوان منطقه حفاظت شده مصوب شورای عالی شکاربانی و نظارت بر صید سابق قرار گرفت و در سال ۱۳۵۳ به پناهگاه حیات وحش میانکاله ارتقاء یافت. همچنین به جهت برخورداری از معیارهای کنوانسیون رامسر در سال ۱۳۵۴ به همراه تالاب میانکاله به عنوان یکی از سایت‌های کنوانسیون رامسر ثبت گردید و متعاقب آن در سال ۱۳۵۵ به لحاظ وجود میراثهای فرهنگی، آثار و ابنیه‌های تاریخی و زیباشناختی موجود و برخورداری از معیارهای برنامه انسان و کره مسکون، به عنوان ذخیره‌گاه زیست‌کره در لیست شبکه جهانی ذخیره‌گاه‌های زیستکره یونسکو ثبت گردید. تنوع گیاهی در این پناهگاه حیات وحش علیرغم کوچک بودن عرصه خشکی آن قابل توجه است و ۱۸۰ گونه گیاهی در آن شناسایی شده است
پناهگاه حیات وحش میانکاله شامل شبه جزیره میانکاله، خلیج گرگان و جزیره آشوراده می‌باشد. ۱۷۹ گونه گیاهی در پناهگاه حیات وحش میانکاله شناسایی شده است. از گونه‌های مهم گیاهی منطقه می‌توان از انار وحشی، ازگیل، تنگرس، ولیک، گز، جگن، نی و داغداغان نام برد. بر اساس گزارش‌های مستند تاریخی این منطقه در گذشته‌ای نه چندان دور زیستگاه گونه‌های شاخص چون مرال، پلنگ و گرگ بوده است، لیکن در حال حاضر پستانداران منطقه محدود به گربه جنگلی، شغال، گراز، روباه، خرگوش، تشی، جوجه تیغی و انواع خفاش و جوندگان کوچک می‌باشد.